# Rolepa marginepicta
Rolepa marginepicta är en fjärilsart som beskrevs av Paul Dognin 1914. Rolepa marginepicta ingår i släktet Rolepa och familjen silkesspinnare. Inga underarter finns listade.